# Heinrich Konen
Heinrich Mathias Konen (* 16. September 1874 in Köln; † 31. Dezember 1948 in Bad Godesberg) war ein deutscher Physiker und CDU-Politiker.

## Leben
Heinrich Konen wurde als Sohn des Gymnasialoberlehrers Heinrich Hubert Konen (1837–1915) und dessen Frau Anna geborene Dengler (1842–1921) geboren. Er besuchte das Friedrich-Wilhelm-Gymnasium in Köln, an dem auch sein Vater unterrichtete.
Heinrich Konen studierte von 1893 bis 1898 an der Friedrich-Wilhelms-Universität in Bonn Physik und Mathematik. 1897 wurde er mit einer von Heinrich Kayser betreuten Arbeit Über die Spektren des Jod im Fach Physik promoviert. Nach Staatsexamen und Militärdienst wurde er 1899 Kaysers Assistent im Physikalischen Institut, wo er sich 1902 im Fach Experimentalphysik habilitierte. 1905 folge er einem Ruf als außerordentlicher Professor an die Westfälische Wilhelms-Universität in Münster. Dort lernte er die Richterstochter Maria Nacke (1882–1962) kennen, die er 1908 heiratete und mit der er einen Sohn (* 1909) und eine Tochter (* 1911) hatte.
1920 kehrte er als Kaysers Nachfolger als Ordinarius und Direktor des Physikalischen Instituts an die Universität in Bonn zurück.
Sein wissenschaftliches Arbeitsgebiet war die Spektroskopie. Er ist vor allem für seine Mitarbeit an Kaysers Handbuch der Spektroskopie bekannt und schrieb auch mehrere Beiträge zum Handbuch der Physik und redigierte die Bänder zur Optik. Zu Konens Schülern gehören Wolfgang Finkelnburg und Hermann Slevogt.
Konen spielte in der Zeit der Weimarer Republik wissenschaftspolitisch eine wichtige Rolle. So war er an der Gründung der Notgemeinschaft der Deutschen Wissenschaft beteiligt und unter anderem von 1922 bis 1933 Mitglied des Senates der Kaiser-Wilhelm-Gesellschaft, von 1927 bis 1929 Präsident der Deutschen Physikalischen Gesellschaft und im Aufsichtsrat der Physikalisch-Technischen Reichsanstalt.
Von 1929/30 bis zum Sommersemester 1931 war er Rektor der Bonner Universität. Von den Nationalsozialisten wurde er 1934 als entschiedener Gegner des Regimes zwangsweise in den Ruhestand versetzt – er verweigerte die Hakenkreuzbeflaggung der Universität und den Hitlergruß – und ging in die Industrie, zunächst zu den Ringsdorff-Werken in Mehlem später bei der Dynamit Nobel AG in Troisdorf. Nach dem Ende des Zweiten Weltkriegs kehrte er auf seinen Lehrstuhl an der Bonner Universität zurück und die britische Militärregierung setzte ihn 1945 als deren ersten Nachkriegsrektor ein. Konen bekleidete das Rektorenamt bis Januar 1948. Er wohnte bis zuletzt im Bad Godesberger Ortsteil Muffendorf (Klosterbergstraße 72; später Residenz des syrischen Botschafters).

## Politik
Er gehörte vor der Machtergreifung der Nationalsozialisten zum katholischen Zentrum, trat nach dem Krieg der CDU bei und war von 1946 bis 1947 Kultusminister von Nordrhein-Westfalen in den Kabinetten Amelunxen II und Arnold I. Wegen der Doppelbelastung als Minister und Rektor trat Konen 1947 als Minister zurück. Nachdem ihm vorgeworfen wurde, zu viele und nur nachlässig überprüfte Studenten zugelassen zu haben, reichte er Anfang 1948 auf Druck der britischen Militärregierung sein Rücktrittsgesuch als Rektor ein und wurde emeritiert.
Im selben Jahr erfuhr er vom Tod seines Sohnes in sowjetischer Kriegsgefangenschaft. Er starb am 31. Dezember 1948 und wurde von den Bonner Studenten mit einem Trauerzug geehrt. Sein Grab liegt auf dem Poppelsdorfer Friedhof.

## Ehrungen
1923 wurde er Ehrenmitglied der katholischen Studentenverbindung KDStV Ripuaria Bonn und 1948 der KDStV Bavaria Bonn, beide im CV. 1947 wurde Konen der Ehrendoktortitel der Medizinischen Fakultät der Universität Bonn verliehen. 1992 wurde in Oberkassel (Bonn) die Heinrich-Konen-Straße nach ihm benannt.

## Schriften
- Literatur von und über Heinrich Konen im Katalog der Deutschen Nationalbibliothek
- August Hagenbach, Heinrich Konen: Atlas der Emissionsspektren der meisten Elemente nach photographischen Aufnahmen mit erläuterndem Text. Gustav Fischer, Jena 1905 (Digitalisat).
- Heinrich Konen: Das Leuchten der Gase und Dämpfe. Mit Besonderer Berücksichtigung der Gesetzmäßigkeiten in Spektren. Springer, Wiesbaden 1913, doi:10.1007/978-3-663-20190-8.